# Egyházaskesző
Egyházaskesző község Veszprém vármegyében, a Pápai járásban.

## Fekvése
Pápától mintegy 15 kilométerre északnyugatra fekszik, a tőle északra húzódó Rába és a délkeleti határában folyó Marcal között (GPS: N47, 24, 980 E17, 19, 630).
A szomszédos települések: észak felől Várkesző, északkelet felől Marcaltő, délkelet felől Nemesgörzsöny, délnyugat felől Magyargencs, nyugat felől Kemenesszentpéter, északnyugat felől pedig Rábasebes és Szany.

### Megközelítése
Központján, annak főutcájaként a Pápától a Rába völgyéig húzódó 8406-os út vezet végig, ezen érhető el keleti és nyugati irányból is. Várkeszővel a 8407-es út, Marcaltővel a 84 115-ös számú mellékút köti össze. Közigazgatási területének nyugati részén, jobbára lakatlan községrészek között elhalad még a 8412-es út is.
A hazai vasútvonalak közül a települést a MÁV 14-es számú Pápa–Csorna-vasútvonala érinti, amelynek egy megállási pontja van itt. A szomszéd község nevét viselő Marcaltő megállóhely a 84 115-ös út vasúti keresztezésének déli oldalán helyezkedik el, Marcaltőtől mintegy 2 kilométerre délnyugatra, Egyházaskesző központjától közel 3 kilométerre északkeleti irányban; közvetlen közúti elérését a 84 304-es számú mellékút biztosítja.

## Története
A Veszprém-Vas-Győr megyehatárok közelében, a Rába és a Marcal között fekszik a 620 főt számláló község.
Neve az ótörök eredetű Keszi törzsnévből származik, s mivel egyházas, templomos hely volt, ezért kapta az egyházas előnevet. Első okleveles említése 1361-ből származik, Várkeszővel együtt. A győri püspökség tulajdona volt, a keszői várhoz tartozott. Lakói a földművelésen kívül kosárfonással, kenderfonással és szövéssel is foglalkoztak.
Római katolikus temploma késő barokk stílusban épült 1782-ben. Műemléke még a templom mögötti parkban lévő Szentháromság-szobor, melyet 1896-ban ezredévi emlékül a teljes Szentháromság tiszteletére állítottak.
A településen több népi műemlékház volt, alig maradt meg néhány belőle. Ilyen például a Kossuth u. 91. sz. alatti, mely fésűs beépítésű ház, homlokzata oromzatos, 1892-es évszámjelzéssel.
A szomszédos Várkesző határában még láthatók a győri püspök Rába-parti várának maradványai. Az évszázadokon át fontos vár falait valószínűleg az egyházaskeszői bányákból kitermelt kövekből építették. Mindkét község plébániája a győri egyházmegye rábaközi főesperességéhez tartozik, de maguk a falvak ősi Vas vármegyei települések, amelyeket csak a 20. század során csatoltak Veszprém megyéhez.

## Közélete

### Polgármesterei
- 1990–1994: Sass Gyula (független)[3]
- 1994–1998: Sass Gyula (független)[4]
- 1998–2002: Nagy Margit (független)[5]
- 2002–2006: Nagy Margit (független)[6]
- 2006–2010: Nagy Margit (független)[7]
- 2010–2014: Lendvai Jánosné (független)[8]
- 2014–2019: Lendvai Jánosné (független)[9]
- 2019–2024: Lendvai Jánosné (független)[10]
- 2024– : Lendvai Jánosné (független)[1]

## Népesség
A település népességének változása:
| Lakosok száma | 555  | 545  | 517  | 515  | 471  | 477  | 481  |
|               | 2013 | 2014 | 2015 | 2021 | 2022 | 2023 | 2024 |

A 2011-es népszámlálás során a lakosok 84,3%-a magyarnak, 1,4% románnak, 0,7% cigánynak, 0,4% németnek, 0,2% ukránnak mondta magát (14,1% nem nyilatkozott; a kettős identitások miatt az végösszeg nagyobb lehet 100%-nál). A vallási megoszlás a következő volt: római katolikus 66,2%, református 4,7%, evangélikus 2,5%, görögkatolikus 0,7%, felekezeten kívüli 4,5% (19,9% nem nyilatkozott).
2022-ben a lakosság 87%-a vallotta magát magyarnak, 2,3% cigánynak, 0,4% németnek, 0,2% románnak, 0,2% ruszinnak, 0,2% ukránnak, 0,2% egyéb, nem hazai nemzetiségűnek (13% nem nyilatkozott; a kettős identitások miatt a végösszeg nagyobb lehet 100%-nál). Vallásuk szerint 49,5% volt római katolikus, 3,4% református, 1,5% evangélikus, 1,3% egyéb keresztény, 1,5% egyéb katolikus, 10,8% felekezeten kívüli (32,7% nem válaszolt).

## Nevezetességei

### Római katolikus templom
A település templomát 1782-ben emelték barokk stílusban, ma műemléki védelem alatt áll. Hajóját és szentélyét csehsüvegboltozat fedi, a karzat mellvédje a templomtér felé domborodik. A diadalív egyik pillérének festett mellékoltárképe a Szeplőtelen Szüzet ábrázolja. A diadalív másik pillérére a gazdagon díszített szószék került, faragott-aranyozott szobrokkal és domborművel. A templom szentélyében található egy festett oltárépítmény, az oldalfalakat Szent István és püspökszent képei borítják, a boltozatkép pedig a feltámadt Krisztust ábrázolja felhők között, angyalok társaságában. A főoltár mögötti falra erősített keretes kép a 4. században vértanúságot szenvedett Antiochiai Szent Margitot ábrázolja. A romantikus alkotáson Margit, akit börtönében a gonoszság fejedelme sokféle rémképével igyekezett megfélemlíteni, az imádság fegyverével és a kereszt jelével legyőzi a sárkány alakjában rátámadó sátánt. A jelenetet a műkedvelő gróf Széchenyi Jenő festette 1903-ban.

### Bentonitbánya
A Várkesző és Egyházaskesző közötti tufagyűrűket (amelyek maar-szerű képződmények) pliocénkorú vulkánkitörések hozták létre. Bennük krátertó jött létre, majd az elhalt élőlényekből olajpala (alginit), végül a vulkáni üvegben gazdag tufából bentonitrétegek alakultak ki. Egy Várkesző mellett fúrással 75 m mély krátert tártak fel, amelynek területe 0,3 km². Egy hasonló, de mintegy kétszer akkora krátert Egyházaskeszőtől délre is találtak.
1999-ben Egyházaskeszőről délnyugatra kiépült a bentonitbánya és a hozzá tartozó korszerű feldolgozóüzem. A nagyjából montmorillonitból álló szürke bentonitlencsékben, a rétegek között sötétkék vivianit-kristályokat, azokból összeálló kristálycsoportokat tartalmaz. A látogatás az S&B Kft. engedélyéhez kötött.

## Híres emberek
- Élő Árpád: Itt született 1903. augusztus 25-én sakkozó, fizikus, sportvezető, az Élő-pontszámok rendszerének kidolgozója. A község új címerében az ő emlékére szerepel egy sakkfigura.